# IAM運動

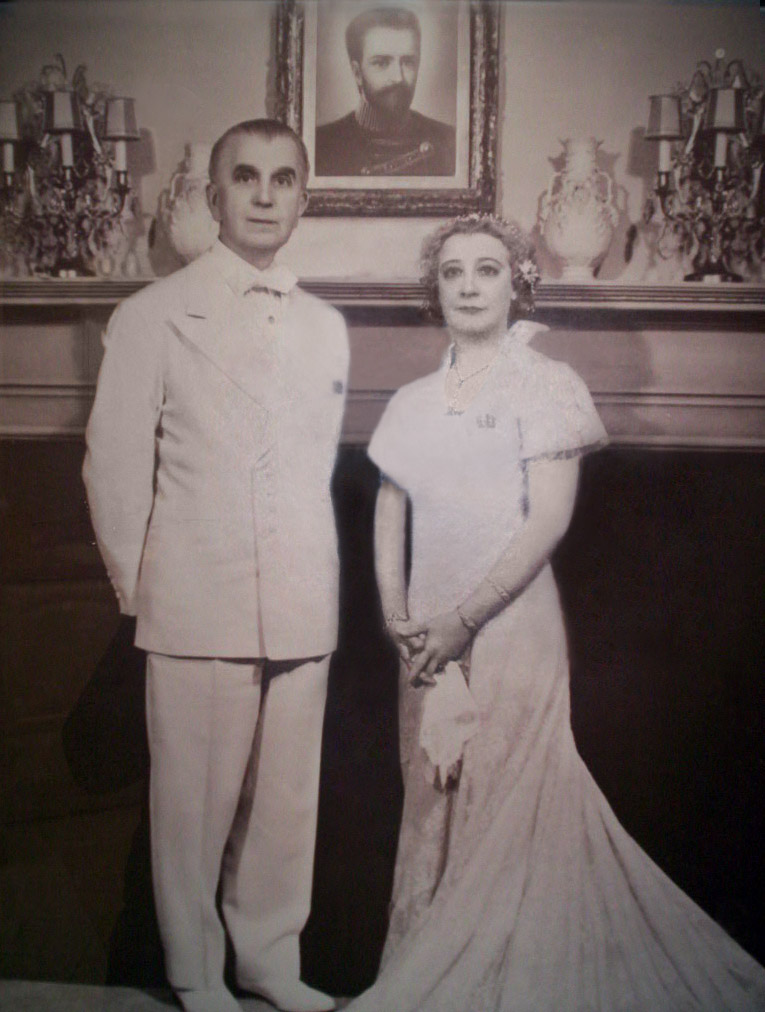
ガイとエドナ・バラード

「IAM（アイアム）」運動は、1930年代初頭にイリノイ州シカゴでガイ・バラード （1878年– 1939年）と、彼の妻エドナ・アン・ウィーラー・バラード （1886年– 1971年）によって設立されたアセンデッドマスターの教えを説く最初の宗教運動である。 神智学から分派しており、 普遍勝利教会を含むいくつかのニューエイジ宗教の主要な先駆けとなった。 運動は、1938年に100万人もの支持者を持っていたが、現在でも小規模に活動している。上部組織であるサンジェルマン財団の公式ウェブサイトによると、その世界的な本部はイリノイ州ショームバーグにあり、 "IAM"サンクチュアリ、 "IAM"テンプルなど、いくつかの下部組織の下に世界中に約300のローカルグループを持つ。  2007年の時点で、組織はその目的が「スピリチュアル的、教育的、実用的」であり、この運動に参加するチャージは請求しないとしている。 「IAM（私は）」という語は、古代のサンスクリット語のマントラ「 So Ham 」を意味し、「 私はその人である」という意味である。 

## 概要
IAM運動は、 主にアセンデッドマスターと呼ばれる超自然的存在からなるグループの存在を信じる。神智学のオリジナルの教えで伝えられた古代の智慧のマスターであるイエス・キリスト、エル・モリヤ 、マイトレーヤらに加えて、その他の存在も含まれる。
アセンデッドマスターは、肉体またグレートセントラルサンより生まれた宇宙的存在として数多くの転生を生きたと信じられている。長い年月を経て、さまざまな「具現化」を経験した彼らは非常に高度な魂になり、「再具現化（転生）」とカルマのサイクルを超えて、不死の存在になるアセンションを達成した。こうしたマスターは、ガイ・バラードやエドナ・バラードなど、ブラヴァツキ―夫人の訓練を受けたメッセンジャーを介して、人類とコミュニケーションをすると信じられています。 彼らにとって、イエス・キリストはアセンデッドマスターの一人であり、暗闇から抜け出したいと願う人々のために「キリストの光」を役立たせていると信じられている。このため支持者の多くは、IAM運動をキリスト教系宗教と考えている。ロサンゼルス・マガジンによると 、バラードの過去世には、ジョージ・ワシントン 、エジプトの司祭、フランスの音楽家があると話している。 
IAM運動は、神智学を創った ヘレナ・P・ブラヴァツキ―と、その後継とされている神智学協会を創ったウイリアム・クアン・ジャッジによって受け取られた教えの内容を引き継ぐが、IAM運動に固有の特色としては、バラードがコンタクトをしたと言われるサンジェルマン伯爵からの教えが多く含まれていることが挙げられる。
1939年にバラードが亡くなると、1942年に彼の妻と息子は詐欺罪で有罪判決を受けたが 、最高裁判所の判決で覆された。この出来事は、アメリカ合衆国における信教の自由または信条の権利に関する方針の確立の決定要因として知られている。 

## 歴史
IAM運動は、1930年代初頭にガイ・バラード （別名ゴドフリー・レイ・キング）によって設立された。バラードは神智学を学び、その教えに精通していたが、ある時「シャスタ山の同胞団」として知られる大白色同胞団の支部があるという噂を聞いて、マウントシャスタにハイキングに出かけた。そこで彼は自分を「サンジェルマン伯爵」と称する男に出会った。彼らの教えを伝えるIAM運動を始めるきっかけとなった 
以降、バラードは、定期的にアセンデッドマスターとコミュニケーションをするようになった。彼はその教えを収めた本を出版するためにサンジェルマン出版を設立し、彼らのメッセージをアメリカ中に広めるように人々を訓練し始めました。これらのトレーニングセッションと、彼らの集会「コンクレーブ」はアメリカ中で無料で開催された。  シカゴヘラルド・アンド・エグザミナー誌が1938年に書いた記事の中でバラードは、「コレクションを取り上げたり、資金を求めたりしない」と述べている。 集会がやじ馬によって妨害されるようになって初めて、参加者を会員に限定にした。バラードが生涯に渡って伝えたアセンデッドマスターからの口述メッセージは、約4,000本に上る。ガイ・バラード、彼の妻エドナ、息子のドナルドは、アセンデッドマスターの唯一の「認定メッセンジャー」とされた。 

### 人気
1930年代初頭に始まったIAM運動は、1938年には100万人もの支持者を集めた。 彼らの運動に参加するには、寄付や会費は必要ないとしていたが、全国の信者から『愛の贈り物』を受け入れた。 
国内都市を周る最初の「コンクレーヴ」は、1934年10月ペンシルバニア州フィラデルフィアで開催された。 ロサンゼルスマガジンによると、翌８月にバラードは、ロサンゼルスのシュラインオーディトリアムに6,000人を集めた。
彼らの教えが急激に拡大したのは、「1930年代の大恐慌によって人々が慢性的に抑うつ傾向にあった中、希望をもたらし、磁石のように人々を引き付けた」という分析がある。

### ガイ・バラードの死
ガイ・バラードは、その人気の絶頂にあると思われる1939年12月29日、ロサンゼルスにある息子ドナルドの家で午前5:00に６０代の若さで亡くなった。死因は動脈硬化だった。12月31日に、彼の体は火葬された。IAM運動では、毎年恒例のクリスマスクラスが行われる中、元旦に、妻のエドナがガイが彼らの教えで魂の保養所と考えられているテトン国立公園から、1939年12月31日の深夜に昇天を完了したと述べた。 
IAM運動の支持者にとって、死とは終わりではなく、変化である。よって彼らにとって、昇天とは生きたまま天国に入ることであり、肉体の状態を変えて上昇することだと考える。ガイバラードは、彼の言葉に従えば、イエスの昇天のように、より高い形態の存在に物理的に変容することが出来ると主張した。しかし彼が死の直前に録音した口述メッセージには、死と火葬を超えて昇天するための新しい処理が記録され、サンジェルマン財団に保管されていると言われる。 しかしバラードが全く普通の死で亡くなり、遺体が火葬されたということは、生きて天国に入ることが出来るという教えと矛盾する。これに対するエドナ・バラードの説明は、「昇天」は普通の死で死ぬように見えるが、「 カルマの 51％」のバランスが取れているため、普通の人よりも高いレベルの天国に行くことだと教えている。 より実用的な改良型アセンションの定義は、現在ではアセンデッドマスターの教えにを伝えるすべての宗派に取り入れられている。

### 妻エドナと息子ドナルドの詐欺裁判
1942年に、ガイ・バラードの妻エドナと息子ドナルドは、郵便物を使って詐欺に当たる内容を拡散した疑いで、18件の郵便詐欺罪において起訴された。裁判長は陪審員にIAM運動における宗教的信念の真偽を自分の考えで考慮するのではなく、バラード家がそれを真剣に信じていたかどうかだけを考慮するよう指示したが、有罪判決が下された。
「バラード家は、郵便詐欺で裁判にかけられたが、一体、理性的な人物がバラード家の教えを信じだろうかという理由のため、詐欺と認めるには紛らわしかった。出鱈目だと分かるからである。」
第9巡回裁判所は、裁判官が彼らの宗教的信条の信頼性を不適切に排除したとの理由で有罪判決を覆し、政府は最高裁に上訴した 。その後の再審理では、女性は陪審から除外されていたため、不平等な裁判が行われたという理由で、有罪判決が覆された。しかし裁判所は後に「宗教教義の正当性または真実性は、連邦裁判所によって審理されるべきではない」と述べている。 

### サンタフェ移転とエドナの死
1942年3月、エドナ・バラードはサンジェルマンプレスの西部支店と彼女の住居をサンタフェに移した。そこで彼女はアセンデッドマスターからの何千もの口述メッセージを、聴衆の前でライブ録音した。 しかし郵便を使用する権利は、1954年まで回復されなかった。
1971年シカゴでエドナは亡くなった。彼女の死後、サンジェルマン財団とサンジェルマン出版はディレクターボードによって運営され、少数の選ばれたメッセンジャーだけがその後を継いだ。しかしエドナ以降、サンジェルマン伯爵のメッセンジャーとなる者はいなかった。彼女は生前、2000本もの口述メッセージを残した。

### 最近の歴史と今日
2007年現在、サンジェルマン財団はカリフォルニア州マウントシャスタに読書室を、イリノイ州ショームバーグに本社を置いている。またシカゴのダウンタウン176 West Washington Streetにある12階建てのIAMテンプルでは、年に数回のコンクレーブが開催される。何百人もの参加者の中には、通常、他の国から来た何十人もの「私は」学生がいます。 彼らの教えを伝えるクラスとコンクレーブは、アメリカだけでなく、ヨーロッパ、ラテンアメリカ、オーストラリア、アフリカなど、約300か所で定期的に開催されている。  サンジェルマン財団の子会社、サンジェルマン出版は、バラードの教えに関する本や、関連するアートワーク、オーディオ録音、そして定期購読で入手可能な「IAMの声」という月刊誌を出版している。 "  サンジェルマン出版は、これまで100万冊以上の書籍を流通させたと推定されている。 
サンジェルマン財団のウェブサイトによると、1950年以降、"IAMが来る！”とイベントを毎年８月にシャスタ山で開催し、一般に無料で公開している。

## 教え
運動の名前ともなっているIAMとは、古代のサンスクリット語のマントラ「 So Ham 」を意味し、「私はその人である」という意味を持つ。 それは個人の中の神であり、ハイヤーセルフである「マイティIAMプレゼンス」を指す。「IAMプレゼンス」は、バイオレットフレームという生命の光を生成し、慈悲や許しのための精霊の行動を呼びさます。このように内面化された力を利用することによって、正義、平和、調和、愛といった美徳を増幅し、一つの神なる「存在」とつながると信じる。それは同時に、世界における悪の表現（相対的な善の欠如）を排除または軽減し、人生における個人的な困難を最小限に抑えることも可能にする。
彼らの信仰の主要な要素であるアセンデッドマスターは、再具体化（転生）のサイクルを完成させた個人だと信じられている。イエス・キリストをアセンデッドマスターの一人に並べているため、彼らは自分たちをキリスト教徒だと考えていた。サンジェルマン伯爵には、ジョージ・ワシントンとしての過去世を持つため、彼はフリーメーソンであると信じる人もいるが、バラード自身はその関連を軽視しており、オカルト的な伝承の傾向が強い。 
彼らのゴールは、自己浄化のプロセスを通して、聖者のような完全な状態に達成するか、肉体を離れる時に一般的な死の概念を超えてアセンデッドマスターになることである。これを達成するプロセスには、「IAMプレゼンス」との共感をうながす内的習慣が含まれる。それにはイエスのような聖人の模範に照らした自己評価、言葉の使い方の注意、神への献身と感謝、瞑想、内的アファメーションがある。外的習慣としては、「ディクリーdecree」（確信を持って声を出して繰り返し祈りを唱える）のように、自分の経験の中で神のエネルギーを増幅することで、望む前向きな変化をもたらすと言われる。IAM運動のメンバーは、ディクリーとアファメーションには、科学的実証があると考えており、これらの慣習は医学的な効果的が認められると主張している。 これらの「ポジティブシンキング」は、 宗教科学や人間性回復運動など、他のいくつかのニューエイジの運動とも重複する。 
彼らのグループは個人的な自由を重んじると同時に、愛国的なシンボルを受け入れ、寺院や事務所などにアメリカの国旗を表示することでアメリカに敬意を表している。 

## 関連記事
- アセンデッドマスター
- 高揚
- 普遍勝利教会
- ロバート・ルフェーブル
- ミラ・アルファッサ
- スーパーマインド
- 神智学
- 私は私です